# Barbus okae
Barbus okae är en fiskart som först beskrevs av Fowler, 1949.  Barbus okae ingår i släktet Barbus och familjen karpfiskar. IUCN kategoriserar arten globalt som otillräckligt studerad. Inga underarter finns listade.